# Teresa la ladra
Teresa la ladra è un film del 1973 diretto da Carlo Di Palma con Monica Vitti
Tratto dal romanzo Memorie di una ladra, scritto da Dacia Maraini nel 1972.

## Trama
Teresa Numa in Nardecchia, orfana di madre e figlia di un contadino laziale manesco e senza cuore, poi vedova di guerra e madre alla continua ricerca di nuovi mestieri, è sovente costretta a rubare per vivere. Nel difficile periodo storico contrassegnato dalla seconda guerra mondiale in Italia, si consuma la dolorosa epopea di una donna fragile che conoscerà il dolore della prigione, la solitudine del manicomio e l'impossibilità di riconciliarsi col proprio figlio.